# Si nos dejan
«Si nos dejan» es una canción mexicana del género de bolero ranchero del compositor mexicano José Alfredo Jiménez. Es una de las canciones más típicas de su repertorio y una de sus composiciones más ampliamente interpretadas.

## Letra e interpretaciones
La letra, en primera persona, versa, sobre el deseo de quien canta, por vencer las contrariedades y reunirse con la persona amada: 

Si nos dejan,
 buscamos un rincón cerca del cielo,
 Si nos dejan,
 haremos con las nubes terciopelo,
 y ahi, juntitos los dos,
 cerquita de Dios,
 será lo que soñamos,
 Si nos dejan,
 te llevo de la mano corazón,
 y ahí nos vamos.
  Si nos dejan,
  de todo lo demás nos olvidamos

La Sociedad de Autores y Compositores de México, registra 344 interpretaciones, entre ellas se pueden mencionar las de diversos cantantes mexicanos de fama internacional como Aída Cuevas, Alejandra Ávalos, Alejandro Fernández, Antonio Aguilar, Arianna, Daniela Romo, Dulce, Guadalupe Pineda, el propio José Alfredo Jiménez, Juan Gabriel, Julio Alemán, Las Hermanas Huerta, Lola Beltrán, Lucero, Lucía Méndez, Lucha Villa, Manolo Muñoz, Pedro Fernández, Vicente Fernández, Yuri, y por intérpretes de otras nacionalidades como Amanda Miguel, Belinda, Bertín Osborne, Claudia de Colombia, Fernando Villalona, Luis Miguel, Massiel, Moncho, Olimpo Cárdenas, Plácido Domingo, Rocío Dúrcal, Rubby Pérez, Shaila Dúrcal, Tamara y Vicky Carr.

## Motivos culturales
Además de las múltiples interpretaciones que han sido grabadas por cantantes de fama internacional y de distintas nacionalidades esta canción ha sido empleada en el medio televisivo dentro de producciones de entretenimiento, como por ejemplo, en la telenovela Marielena, Lucía Méndez y Eduardo Yáñez cantan «Si nos dejan» en una de sus escenas.